# Space.com
Space.com е уебсайт за космически и астрономически новини, собственост на Future. Статиите му често се разпространяват в други медии, включително CNN, MSNBC, Yahoo! И USA Today.
Space.com е основан от бившия водещ на CNN Лу Добс и Рич Захрадник през юли 1999 г. По това време Dobbs притежава значителен дял от компанията и неочаквано напуска CNN по-късно същата година, за да стане изпълнителен директор на Space.com.
Компанията се бори да реализира печалба в ранните си дни и когато дот-ком балонът се спуква през 2000 г., мнозина са уверени, че ще се срине. Съоснователят Рич Захрадник напусна позицията си на президент по-малко от два месеца след началото на компанията, като бившата астронавтка Сали Райд заема неговото място, но се оттегля през септември 2000 г. С разрастването си сайтът придобива и други уеб сайтове като Starport.com и Explorezone.com. Придобива също Sienna Software (компанията, която произвежда софтуера Starry Night) и Space News. Въпреки известния растеж, Space.com така и не успява да постигне това, на което се надява Добс и през 2001 г. той се завръща в CNN.
През май 2004 г. компанията-майка на Space.com променя името си от Space.com на Imaginova и през 2009 г. продава Space.com и други сайтове на Purch, компания за онлайн издателство.
През 2018 г. Space.com и други сайтове на Purch са продадени на Future.